# Luangwa (Stadt)
Luangwa ist eine Siedlung an der Mündung des Luangwa in der Provinz Lusaka in Sambia mit 9187 Einwohnern (2022). Sie liegt etwa 350 Meter über dem Meeresspiegel und ist Sitz der Verwaltung des gleichnamigen Distrikts.

## Geschichte
Der Name des Ortes war bis 1964 Feira, wurde jedoch im Zuge der Unabhängigkeit in Luangwa geändert, um nicht mehr an die koloniale Vergangenheit zu erinnern. Denn Feira wurde als eine portugiesische Siedlung um 1720 gegründet und ist wahrscheinlich die älteste europäische Siedlung in Sambia.

## Geografie
Luangwa ist eine Grenzstadt. Am gegenüberliegenden Ufer des Sambesi in Simbabwe liegt Kanyemba, am gegenüberliegenden Ufer des Luangwa Zumbo in Mosambik. Zwischen Kanyemba, Luangwa und Zumbo soll seit April 2006 je eine Pontonbrücke für Autos führen.

## Infrastruktur
Im Zentrum des Ortes steht ein großer Baobab, der sogenannte Livingstone-Baum. Der mit dem Dorf beginnende Untere Sambesi-Nationalpark bietet ein Tierleben mit Elefanten, Flusspferden, Krokodilen und vielen weiteren Tierarten unmittelbar am Ort. Wichtigster Arbeitgeber ist der Staat, für den Polizisten und Zöllner arbeiten. Das Dorf hat eine Grundschule. Die Investrust Bank will mit Blick auf den Tourismus und auf das benachbarte Zumbo 2007 eine Zweigstelle eröffnen.
Luangwa soll von Chongwe her mit einer 88-Kilovolt-Stromleitung versorgt werden. Von dort soll eine 33-Kilovolt-Leitung das Umland mit 19.000 Menschen versorgen (Stand 2005).